# Mycetophagus bifasciatus
Mycetophagus bifasciatus es una especie de coleóptero de la familia Mycetophagidae.

## Distribución geográfica
Habita en la India.